# Grusonia invicta
Grusonia invicta ist eine Pflanzenart in der Gattung Grusonia aus der Familie der Kakteengewächse (Cactaceae). Das Artepitheton invicta bedeutet ‚unbesiegt, unübertroffen, unüberwindlich‘. Ein Trivialname ist „Dagger Cholla“.

## Beschreibung
Grusonia invicta wächst niedrigbleibend, ist reich verzweigt und bildet dichte Matten von bis zu 2 Meter Durchmesser und 20 bis 45 Zentimeter Höhe. Die miteinander verwobenen Triebe sind aufrecht bis anlehnend. Ihre breit verkehrt eiförmigen bis keulenförmigen,  deutlich gehöckerten Triebabschnitte sind 8 bis 15 Zentimeter lang und weisen Durchmesser von 4 bis 6 Zentimeter auf. Die Höcker sind 2 bis 5 Zentimeter lang, 1 bis 2 Zentimeter breit und 1 Zentimeter hoch. Die darauf befindlichen fast kreisrunden, grau bewollten Areolen erreichen bis zu 1,5 Zentimeter im Durchmesser. Glochiden sind nur selten vorhanden. Die zehn bis 25 sehr steifen  Dornen sind grau mit einer dunkleren Spitze. Sie sind spreizend bis abwärts gebogen, stark abgeflacht und vierkantig. Die Dornen sind 1 bis 5 Zentimeter lang und an ihrer Basis bis zu 3 Millimeter breit.
Die gelben Blüten erreichen Durchmesser von 4 bis 6 Zentimeter. Ihr Perikarpell ist stark bedornt. Die eiförmigen Früchte sind mäßig fleischig. Sie sind 4 bis 5 Zentimeter lang und weisen Durchmesser von 2,5 bis 3 Zentimeter auf.

## Verbreitung, Systematik und Gefährdung
Grusonia invicta ist auf der mexikanischen Halbinsel Niederkalifornien in Höhenlagen bis 200 Metern verbreitet.
Die Erstbeschreibung als Opuntia invicta erfolgte 1889 von Townshend Stith Brandegee. Edward Frederick Anderson stellte die Art 1999 in die Gattung Grusonia. Ein weiteres nomenklatorisches Synonym ist Corynopuntia invicta (Brandegee) F.M.Knuth (1936).
In der Roten Liste gefährdeter Arten der IUCN wird die Art als „Least Concern (LC)“, d. h. als nicht gefährdet geführt. Die Entwicklung der Populationen wird als stabil angesehen.

## Nachweise